# Tersefánou
Tersefánou är en ort i Cypern.   Den ligger i distriktet Eparchía Lárnakas, i den östra delen av landet, 40 km söder om huvudstaden Nicosia. Tersefánou ligger 92 meter över havet och antalet invånare är 1 018. Den ligger på ön Cypern.
Terrängen runt Tersefánou är platt åt sydost, men åt nordväst är den kuperad. Havet är nära Tersefánou söderut. Trakten runt Tersefánou är ganska tätbefolkad, med 179 invånare per kvadratkilometer. Närmaste större samhälle är Larnaca, 10,3 km nordost om Tersefánou. Trakten runt Tersefánou består till största delen av jordbruksmark.